# Emeka Eze
Emeka Christian Eze (22 december 1992) is een Nigeriaans voetballer. Hij speelt sinds 2012 voor de Nigeriaanse club Enugu Rangers. In 2013 debuteerde hij in het Nigeriaans voetbalelftal in een wedstrijd tegen Mexico.
In 2013 werd Eze opgenomen in de selectie van Nigeria voor de FIFA Confederations Cup, waar hij niet aan speelminuten kwam en het team in de eerste ronde werd uitgeschakeld. Op 6 juli 2013 speelde Eze zijn tweede en laatste interland in het kwalificatietoernooi voor het African Championship of Nations 2014 tegen Ivoorkust (4–1 winst).
| Interlands van Emeka Eze voor Nigeria | Interlands van Emeka Eze voor Nigeria | Interlands van Emeka Eze voor Nigeria | Interlands van Emeka Eze voor Nigeria | Interlands van Emeka Eze voor Nigeria | Interlands van Emeka Eze voor Nigeria | Interlands van Emeka Eze voor Nigeria |
| №                                     | Datum                                 | Wedstrijd                             | Uitslag                               | Soort wedstrijd                       | Doelpunten                            |                                       |
| Als speler bij Enugu Rangers          | Als speler bij Enugu Rangers          | Als speler bij Enugu Rangers          | Als speler bij Enugu Rangers          | Als speler bij Enugu Rangers          | Als speler bij Enugu Rangers          | Als speler bij Enugu Rangers          |
| ------------------------------------- | ------------------------------------- | ------------------------------------- | ------------------------------------- | ------------------------------------- | ------------------------------------- | ------------------------------------- |
| 1.                                    | 31 mei 2013                           | Mexico – Nigeria                      | 2 – 2                                 | Vriendschappelijk                     | 0                                     |                                       |
| 2.                                    | 6 juli 2013                           | Nigeria – Ivoorkust                   | 4 – 1                                 | Kwalificatie CHAN 2014                | 0                                     |                                       |